# Aeroportul Kindu
Aeroportul Kindu (IATA: KND, ICAO: FZOA) este un aeroport din Kindu, Provincia Maniema, Republica Democratică Congo.
Situat la o altitudine de 497 m, aeroportul dispune de o singură pistă.